# Gran Premio d'Europa 2012
Il Gran Premio d'Europa 2012 è stata l'ottava prova della stagione 2012 del campionato mondiale di Formula 1. Si è disputata domenica 24 giugno 2012 sul circuito urbano di Valencia. La gara è stata vinta da Fernando Alonso su Ferrari, al suo ventinovesimo successo in carriera. Alonso ha preceduto sul traguardo Kimi Räikkönen su Lotus-Renault e Michael Schumacher su Mercedes.

## Vigilia

### Sviluppi futuri
La FIA spinge per una maggiore riduzione dei costi per la costruzione delle vetture. In un comunicato indica nel termine del 30 giugno 2012 la data entro la quale le scuderie saranno chiamate a esprimersi in merito alle varie proposte. È stata inoltre portata al 30 settembre 2012 la data per l'iscrizione al campionato 2013. Il presidente della federazione, Jean Todt, ha dichiarato di temere che il numero delle scuderie possa ridursi in futuro senza apposite strategie per la riduzione dei costi.

### Aspetti tecnici
La Pirelli, fornitore unico degli pneumatici, annuncia per questo gran premio coperture di tipo medio e morbido.
Come nel precedente Gran Premio del Canada viene ridotta a una sola la zona ove in gara i piloti possono utilizzare il DRS. La zona è stabilita sul rettilineo che segue il ponte sul porto. Viene modificata l'erba sintetica posta all'esterno di taluni tratti della pista. Nelle precedenti edizioni l'erba posizionata si era spesso staccata, provocando dei problemi alle vetture.
A seguito dell'incendio che colpì il box della Williams dopo il Gran Premio di Spagna la FIA obbliga tutti i meccanici coinvolti nelle operazioni di svuotamento dei serbatoi a indossare tute ignifughe. Viste le elevate temperature previste per il week-end di Valencia la Sparco fornisce delle sottotute impregnate con essenza di menta, al fine di alleviare il calore.
La Mercedes, dopo l'inconveniente sul DRS della vettura di Michael Schumacher patito nel corso del Gran Premio del Canada, decide di modificare il proprio sistema. La Red Bull RB8 presenta un nuovo doppio fondo nella parte posteriore, dopo la bocciatura della precedente versione. Anche la McLaren MP4-27 presenta delle nuove sospensioni posteriori.

### Aspetti sportivi
Emanuele Pirro era stato indicato quale commissario aggiunto dalla FIA per il Gran Premio. Il pilota italiano aveva già svolto questa funzione, in questa stagione, nel Gran Premio di Cina e nel Gran Premio del Bahrain. Successivamente il suo posto è stato preso da Mika Salo.
Nella prima sessione di prove libere Jules Bianchi prende il posto di Nico Hülkenberg alla Force India, mentre Valtteri Bottas quello di Bruno Senna alla Williams.
Gli organizzatori del Gran Premio riducono del 15% la disponibilità di posti per la gara, nel tentativo di assicurarsi che tutti i settori disponibili siano pieni. È stato proposto che, dal 2013, un solo circuito spagnolo ospiti il mondiale di Formula 1; per tale ragione vi sarebbe, almeno fino al 2019, un'alternanza tra il circuito di Valencia e quello di Barcellona.

## Prove

### Resoconto
Nella prima sessione del venerdì il miglior tempo è fatto da Pastor Maldonado, che precede Sebastian Vettel. A causa del vento le temperature sono più basse di quelle dei giorni precedenti, perciò tutti i team preferiscono montare gomme medie. I tempi sono molto serrati, tanto che in un secondo ci sono tredici piloti.
Nella seconda sessione è Sebastian Vettel a essere il più veloce in pista. Il tedesco della Red Bull precede il connazionale Nico Hülkenberg e Kamui Kobayashi. I piloti delle altre scuderie più competitive si sono concentrati nello studio delle prestazioni sulla lunga distanza. Pedro de la Rosa ha sbattuto alla curva 14, distruggendo la sospensione sinistra della sua HRT, ma senza riportare conseguenze.
Nella sessione del sabato Jenson Button riesce a prevalere sui due piloti della Lotus, Romain Grosjean e Kimi Räikkönen. Più indietro Fernando Alonso e Mark Webber, che scontano dei problemi tecnici che non consentono loro di effettuare molti giri.

### Risultati
Nella prima sessione del venerdì si è avuta questa situazione:
| Pos | Nº | Pilota           | Costruttore             | Tempo    | Gap    | Giri |
| --- | -- | ---------------- | ----------------------- | -------- | ------ | ---- |
| 1   | 18 | Pastor Maldonado | Williams-Renault        | 1'40"890 |        | 22   |
| 2   | 1  | Sebastian Vettel | Red Bull Racing-Renault | 1'40"973 | +0"083 | 21   |
| 3   | 2  | Mark Webber      | Red Bull Racing-Renault | 1'40"984 | +0"094 | 19   |

Nella seconda sessione del venerdì si è avuta questa situazione:
| Pos | Nº | Pilota           | Costruttore             | Tempo    | Gap    | Giri |
| --- | -- | ---------------- | ----------------------- | -------- | ------ | ---- |
| 1   | 1  | Sebastian Vettel | Red Bull Racing-Renault | 1'39"334 |        | 33   |
| 2   | 12 | Nico Hülkenberg  | Force India-Mercedes    | 1'39"465 | +0"131 | 32   |
| 3   | 14 | Kamui Kobayashi  | Sauber-Ferrari          | 1'39"595 | +0"261 | 20   |

Nella sessione del sabato mattina si è avuta questa situazione:
| Pos | Nº | Pilota          | Costruttore      | Tempo    | Gap    | Giri |
| --- | -- | --------------- | ---------------- | -------- | ------ | ---- |
| 1   | 3  | Jenson Button   | McLaren-Mercedes | 1'38"562 |        | 17   |
| 2   | 10 | Romain Grosjean | Lotus-Renault    | 1'38"655 | +0"093 | 18   |
| 3   | 9  | Kimi Räikkönen  | Lotus-Renault    | 1'38"759 | +0"197 | 18   |

## Qualifiche

### Resoconto
Il pilota della Marussia Timo Glock non prende parte alle qualifiche per dei dolori intestinali; la scuderia però non lo sostituisce con nessun altro pilota. Sebbene il tedesco fosse stato autorizzato a partire in fondo allo schieramento, non disputa nemmeno la gara per la persistenza dello stato di malessere.
In Q1 la Toro Rosso monta subito gomme soft per cercare di entrare nella seconda fase. I due piloti della Red Bull attendono gli ultimi minuti per fare segnare il loro tempo. Mark Webber entra in pista a soli quattro minuti dal termine, montando gomme soft, ma non riesce a qualificarsi per la fase successiva. Nel finale anche le Force India e le Williams montano le morbide: Pastor Maldonado e Paul di Resta ottengono il primo e secondo posto. Sono eliminati, oltre a Glock, Charles Pic, Mark Webber, Vitalij Petrov, le due HRT e Jean-Éric Vergne. Passa invece Heikki Kovalainen.
La seconda fase è molto serrata. Alonso è inizialmente il più rapido, battuto da Paul di Resta. Le Ferrari scivolano in classifica e quando montano le gomme soft Felipe Massa è solo dodicesimo. Sebastian Vettel evita l'eliminazione solo all'ultimo tentativo, così come Romain Grosjean, che fa segnare il miglior tempo. Vengono eliminate le due Ferrari, Michael Schumacher, Bruno Senna, Sergio Pérez, Heikki Kovalainen e Daniel Ricciardo. Massa, tredicesimo, chiude a soli tre decimi dal miglior tempo di Grosjean.
Nella Q3 Nico Rosberg ottiene inizialmente il tempo più rapido, prima di essere battuto da Grosjean, poi da Pastor Maldonado. Nell'ultimo tentativo Sebastian Vettel conquista la pole, davanti a Lewis Hamilton e al venezuelano.

### Risultati
Nella sessione di qualifica si è avuta questa situazione:
| Pos                         | Nº | Pilota             | Costruttore             | Q1          | Q2       | Q3       | Griglia |
| --------------------------- | -- | ------------------ | ----------------------- | ----------- | -------- | -------- | ------- |
| 1                           | 1  | Sebastian Vettel   | Red Bull Racing-Renault | 1'39"626    | 1'38"530 | 1'38"086 | 1       |
| 2                           | 4  | Lewis Hamilton     | McLaren-Mercedes        | 1'39"169    | 1'38"616 | 1'38"410 | 2       |
| 3                           | 18 | Pastor Maldonado   | Williams-Renault        | 1'38"825    | 1'38"570 | 1'38"475 | 3       |
| 4                           | 10 | Romain Grosjean    | Lotus-Renault           | 1'39"530    | 1'38"489 | 1'38"505 | 4       |
| 5                           | 9  | Kimi Räikkönen     | Lotus-Renault           | 1'39"464    | 1'38"531 | 1'38"513 | 5       |
| 6                           | 8  | Nico Rosberg       | Mercedes                | 1'39"061    | 1'38"504 | 1'38"623 | 6       |
| 7                           | 14 | Kamui Kobayashi    | Sauber-Ferrari          | 1'39"651    | 1'38"703 | 1'38"741 | 7       |
| 8                           | 12 | Nico Hülkenberg    | Force India-Mercedes    | 1'39"009    | 1'38"689 | 1'38"752 | 8       |
| 9                           | 3  | Jenson Button      | McLaren-Mercedes        | 1'39"622    | 1'38"563 | 1'38"801 | 9       |
| 10                          | 11 | Paul di Resta      | Force India-Mercedes    | 1'38"858    | 1'38"519 | 1'38"992 | 10      |
| 11                          | 5  | Fernando Alonso    | Ferrari                 | 1'39"409    | 1'38"707 | N.D.     | 11      |
| 12                          | 7  | Michael Schumacher | Mercedes                | 1'39"447    | 1'38"770 | N.D.     | 12      |
| 13                          | 6  | Felipe Massa       | Ferrari                 | 1'39"388    | 1'38"780 | N.D.     | 13      |
| 14                          | 19 | Bruno Senna        | Williams-Renault        | 1'39"449    | 1'39"207 | N.D.     | 14      |
| 15                          | 15 | Sergio Pérez       | Sauber-Ferrari          | 1'39"353    | 1'39"358 | N.D.     | 15      |
| 16                          | 20 | Heikki Kovalainen  | Caterham-Renault        | 1'40"087    | 1'40"295 | N.D.     | 16      |
| 17                          | 16 | Daniel Ricciardo   | STR-Ferrari             | 1'39"924    | 1'40"358 | N.D.     | 17      |
| 18                          | 17 | Jean-Éric Vergne   | STR-Ferrari             | 1'40"203    | N.D.     | N.D.     | 18      |
| 19                          | 2  | Mark Webber        | Red Bull Racing-Renault | 1'40"395    | N.D.     | N.D.     | 19      |
| 20                          | 21 | Vitalij Petrov     | Caterham-Renault        | 1'40"457    | N.D.     | N.D.     | 20      |
| 21                          | 22 | Pedro de la Rosa   | HRT-Cosworth            | 1'42"171    | N.D.     | N.D.     | 21      |
| 22                          | 23 | Narain Karthikeyan | HRT-Cosworth            | 1'42"527    | N.D.     | N.D.     | 22      |
| 23                          | 25 | Charles Pic        | Marussia-Cosworth       | 1'42"675    | N.D.     | N.D.     | 23      |
| Tempo limite 107%: 1'45"742 |    |                    |                         |             |          |          |         |
| NQ                          | 24 | Timo Glock         | Marussia-Cosworth       | senza tempo | N.D.     | N.D.     | NP      |

Con i tempi in grassetto sono visualizzate le migliori prestazioni in Q1, Q2 e Q3.

## Gara

### Resoconto
Timo Glock della Marussia dà forfait per i dolori intestinali che lo hanno colpito al sabato. Dei piloti nelle prime posizioni solo Michael Schumacher opta per gomme medie. Al via Sebastian Vettel mantiene la testa, seguito da Lewis Hamilton, Romain Grosjean, Kamui Kobayashi, Pastor Maldonado e Kimi Räikkönen. Nel corso del primo giro le due Ferrari di Fernando Alonso e Felipe Massa risalgono all'ottavo e decimo posto.
Vettel imprime nei primi giri un forte ritmo, tanto da guadagnare quasi un secondo a tornata. Al giro dieci Grosjean passa Hamilton, installandosi al secondo posto. Un giro dopo iniziano i primi cambi gomme per Jenson Button e Sergio Pérez, mentre Alonso passa Nico Hülkenberg per il settimo posto. Due giri dopo, lo spagnolo passa anche Maldonado, che il giro prima aveva ceduto a Raikkonen. Tra il quattordicesimo e il diciassettesimo giro vanno ai box tutti i piloti di testa. Nella girandola dei cambi gomme Alonso guadagna due posizioni su Räikkönen e Kobayashi, che la perde anche verso il finlandese.
Lo spagnolo, passando Mark Webber e Michael Schumacher, che non hanno effettuato la loro prima sosta, si pone quinto, dietro a Sebastian Vettel, Romain Grosjean, Lewis Hamilton e Paul di Resta, che, anch'egli, non ha ancora effettuato il pit stop. Al ventesimo giro c'è un contatto tra Bruno Senna e Kamui Kobayashi. Entrambi sono costretti a una sosta ai box. Senna viene penalizzato con un drive through. Al giro 22 Alonso passa di Resta e conquista la quarta piazza. Lo scozzese, con le gomme alla frutta, cede rapidamente anche a Raikkonen e Maldonado. Al giro 27 Button apre il secondo giro di soste, seguito subito dopo da Massa che era risalito al settimo posto.
Al ventottesimo giro un contatto tra Heikki Kovalainen e Jean-Éric Vergne costringe la direzione di gara a far entrare la Safety car, per consentire la pulizia della pista dai detriti. Vanno subito ai box Grosjean, Hamilton e Alonso. Il pilota della McLaren sconta però un'imprecisione dei suoi meccanici e perde una posizione. Un giro dopo va al cambio gomme anche Vettel, che riparte sempre in prima posizione. Dietro al tedesco, alla ripartenza, ci sono Romain Grosjean, Fernando Alonso, Daniel Ricciardo (che non ha cambiato), Kimi Räikkönen, Lewis Hamilton, Nico Rosberg e Michael Schumacher.
Con una ripartenza fulminea Alonso passa Grosjean alla prima curva e sale al secondo posto. Rosberg perde qualche posizione, mentre nelle retrovie Massa si tocca con Kobayashi ed è costretto a una nuova sosta. Nel corso del giro Hamilton scavalca Raikkonen. Sempre trentaquattresimo giro Sebastian Vettel è costretto al ritiro per un problema all'alternatore: passa così primo Fernando Alonso, seguito da Romain Grosjean e Lewis Hamilton e Kimi Räikkönen. Dietro a questi risale un ottimo Schumacher che ha effettuato un solo
stop. Al 41 esimo giro anche il francese della Lotus è costretto ad abbandonare la gara per lo stesso problema di Vettel. Ora la classifica vede, dietro al ferrarista, Hamilton, Räikkönen, Maldonado, Hülkenberg e di Resta, con Schumacher che ha effettuato la sua sosta rientrando undicesimo davanti a Webber che ha una strategia analoga.
La classifica resta ferma per diversi giri: dalle retrovie, sono proprio i piloti con le gomme più fresche ad animare gli ultimi dieci giri. Michael Schumacher e Mark Webber, superando in successione Button, Pérez e di Resta, al giro 54 si trovano sesto e settimo. Un giro dopo Lewis Hamilton, in crisi di gomme, cede la seconda posizione a Kimi Räikkönen. Ancora un giro e il britannico viene pressato da Pastor Maldonado: i due vanno a contatto e Hamilton è costretto all'abbandono mentre il venezuelano perde l’alettone anteriore e diverse posizioni.
Negli ultimi giri Schumacher e Webber passano anche Hülkenberg, e chiudono terzo e quarto rispettivamente. Vince Fernando Alonso, per la ventinovesima volta nel mondiale. Lo spagnolo è il primo pilota nel 2012 a vincere due gare. Michael Schumacher conquista il suo 155º ed ultimo podio nel mondiale, il primo dalla vittoria al Gran Premio di Cina 2006. Il Kaiser è anche il primo pilota ultra quarantenne a classificarsi tra i primi tre dopo Nigel Mansell al Gran Premio d'Australia 1994. L'altro pilota della Mercedes, Nico Rosberg, conquista il giro più veloce: era dal Gran Premio d'Italia 1955, con Stirling Moss, che la scuderia tedesca non conquistava questo traguardo. Fernando Alonso, Kimi Räikkönen e Michael Schumacher non salivano assieme sul podio dal Gran Premio del Canada 2006.

### Risultati
I risultati del Gran Premio sono i seguenti:
| Pos | Nº | Pilota             | Costruttore             | Giri | Tempo/Ritiro                | Griglia | Punti |
| --- | -- | ------------------ | ----------------------- | ---- | --------------------------- | ------- | ----- |
| 1   | 5  | Fernando Alonso    | Ferrari                 | 57   | 1h44'16"649                 | 11      | 25    |
| 2   | 9  | Kimi Räikkönen     | Lotus-Renault           | 57   | +6"421                      | 5       | 18    |
| 3   | 7  | Michael Schumacher | Mercedes                | 57   | +12"639                     | 12      | 15    |
| 4   | 2  | Mark Webber        | Red Bull Racing-Renault | 57   | +13"628                     | 19      | 12    |
| 5   | 12 | Nico Hülkenberg    | Force India-Mercedes    | 57   | +19"993                     | 8       | 10    |
| 6   | 8  | Nico Rosberg       | Mercedes                | 57   | +21"176                     | 6       | 8     |
| 7   | 11 | Paul di Resta      | Force India-Mercedes    | 57   | +22"866                     | 10      | 6     |
| 8   | 3  | Jenson Button      | McLaren-Mercedes        | 57   | +24"653                     | 9       | 4     |
| 9   | 15 | Sergio Pérez       | Sauber-Ferrari          | 57   | +27"777                     | 15      | 2     |
| 10  | 19 | Bruno Senna        | Williams-Renault        | 57   | +35"961                     | 14      | 1     |
| 11  | 16 | Daniel Ricciardo   | STR-Ferrari             | 57   | +37"041                     | 17      |       |
| 12  | 18 | Pastor Maldonado   | Williams-Renault        | 57   | +54"630                     | 3       |       |
| 13  | 21 | Vitalij Petrov     | Caterham-Renault        | 57   | +1'15"871                   | 20      |       |
| 14  | 20 | Heikki Kovalainen  | Caterham-Renault        | 57   | +1'34"654                   | 16      |       |
| 15  | 25 | Charles Pic        | Marussia-Cosworth       | 57   | +1'36"551                   | 23      |       |
| 16  | 6  | Felipe Massa       | Ferrari                 | 56   | +1 giro                     | 13      |       |
| 17  | 22 | Pedro de la Rosa   | HRT-Cosworth            | 56   | +1 giro                     | 21      |       |
| 18  | 23 | Narain Karthikeyan | HRT-Cosworth            | 56   | +1 giro                     | 22      |       |
| Rit | 4  | Lewis Hamilton     | McLaren-Mercedes        | 55   | Collisione con P. Maldonado | 2       |       |
| Rit | 10 | Romain Grosjean    | Lotus-Renault           | 40   | Alternatore                 | 4       |       |
| Rit | 1  | Sebastian Vettel   | Red Bull Racing-Renault | 33   | Alternatore                 | 1       |       |
| Rit | 14 | Kamui Kobayashi    | Sauber-Ferrari          | 33   | Collisione con F.Massa      | 7       |       |
| Rit | 17 | Jean-Éric Vergne   | STR-Ferrari             | 26   | Collisione con H.Kovalainen | 18      |       |
| NP  | 24 | Timo Glock         | Marussia-Cosworth       |      | Problemi fisici             |         |       |

## Classifiche Mondiali

### Piloti
| Pos | Pilota             | Punti |
| --- | ------------------ | ----- |
| 1   | Fernando Alonso    | 111   |
| 2   | Mark Webber        | 91    |
| 3   | Lewis Hamilton     | 88    |
| 4   | Sebastian Vettel   | 85    |
| 5   | Nico Rosberg       | 75    |
| 6   | Kimi Räikkönen     | 73    |
| 7   | Romain Grosjean    | 53    |
| 8   | Jenson Button      | 49    |
| 9   | Sergio Pérez       | 39    |
| 10  | Pastor Maldonado   | 29    |
| 11  | Paul di Resta      | 27    |
| 12  | Kamui Kobayashi    | 21    |
| 13  | Michael Schumacher | 17    |
| 14  | Nico Hülkenberg    | 17    |
| 15  | Bruno Senna        | 16    |
| 16  | Felipe Massa       | 11    |
| 17  | Jean-Éric Vergne   | 4     |
| 18  | Daniel Ricciardo   | 2     |

### Costruttori
| Pos | Team                    | Punti |
| --- | ----------------------- | ----- |
| 1   | Red Bull Racing-Renault | 176   |
| 2   | McLaren-Mercedes        | 137   |
| 3   | Lotus-Renault           | 126   |
| 4   | Ferrari                 | 122   |
| 5   | Mercedes                | 92    |
| 6   | Sauber-Ferrari          | 60    |
| 7   | Williams-Renault        | 45    |
| 8   | Force India-Mercedes    | 44    |
| 9   | STR-Ferrari             | 6     |

## Decisioni della FIA
Al termine della gara, i commissari hanno deciso di penalizzare di venti secondi sul tempo totale Pastor Maldonado per il contatto avvenuto con Lewis Hamilton all'ultimo giro. Il venezuelano, decimo al traguardo, scala al dodicesimo posto.
Anche Kamui Kobayashi e Jean-Éric Vergne vengono sanzionati rispettivamente di 5 e 10 posizioni sulla griglia di partenza del successivo Gran Premio di Gran Bretagna. Il giapponese con un contatto ha compromesso la gara di Felipe Massa, mentre il francese è stato protagonista di un incidente con Heikki Kovalainen. A Jev è stata assegnata anche una multa di 25000 €. Michael Schumacher non viene invece penalizzato per aver utilizzato il DRS in regime di bandiere gialle.